# Llista d'asteroides/115901–116000
| Nom                | Designació provisional | Data de descobriment | Lloc de descobriment | Descobridor/s    |
| ------------------ | ---------------------- | -------------------- | -------------------- | ---------------- |
| 115901 -           | 2003 VK10              | 15 de novembre, 2003 | Palomar              | NEAT             |
| 115902 -           | 2003 VU11              | 3 de novembre, 2003  | Socorro              | LINEAR           |
| 115903 -           | 2003 VZ11              | 3 de novembre, 2003  | Socorro              | LINEAR           |
| 115904 -           | 2003 WC                | 16 de novembre, 2003 | Kitt Peak            | Spacewatch       |
| 115905 -           | 2003 WT                | 16 de novembre, 2003 | Catalina             | CSS              |
| 115906 -           | 2003 WB1               | 16 de novembre, 2003 | Catalina             | CSS              |
| 115907 -           | 2003 WP1               | 16 de novembre, 2003 | Catalina             | CSS              |
| 115908 -           | 2003 WZ1               | 16 de novembre, 2003 | Catalina             | CSS              |
| 115909 -           | 2003 WF3               | 16 de novembre, 2003 | Kitt Peak            | Spacewatch       |
| 115910 -           | 2003 WV3               | 16 de novembre, 2003 | Catalina             | CSS              |
| 115911 -           | 2003 WB4               | 16 de novembre, 2003 | Catalina             | CSS              |
| 115912 -           | 2003 WK5               | 18 de novembre, 2003 | Palomar              | NEAT             |
| 115913 -           | 2003 WS5               | 18 de novembre, 2003 | Palomar              | NEAT             |
| 115914 -           | 2003 WE6               | 18 de novembre, 2003 | Palomar              | NEAT             |
| 115915 -           | 2003 WT6               | 18 de novembre, 2003 | Palomar              | NEAT             |
| 115916 -           | 2003 WB8               | 18 de novembre, 2003 | Socorro              | LINEAR           |
| 115917 -           | 2003 WE8               | 16 de novembre, 2003 | Kitt Peak            | Spacewatch       |
| 115918 -           | 2003 WG9               | 18 de novembre, 2003 | Kitt Peak            | Spacewatch       |
| 115919 -           | 2003 WS10              | 18 de novembre, 2003 | Kitt Peak            | Spacewatch       |
| 115920 -           | 2003 WO11              | 18 de novembre, 2003 | Palomar              | NEAT             |
| 115921 -           | 2003 WQ11              | 18 de novembre, 2003 | Palomar              | NEAT             |
| 115922 -           | 2003 WR11              | 18 de novembre, 2003 | Palomar              | NEAT             |
| 115923 -           | 2003 WS11              | 18 de novembre, 2003 | Palomar              | NEAT             |
| 115924 -           | 2003 WH12              | 18 de novembre, 2003 | Palomar              | NEAT             |
| 115925 -           | 2003 WZ14              | 16 de novembre, 2003 | Kitt Peak            | Spacewatch       |
| 115926 -           | 2003 WJ17              | 18 de novembre, 2003 | Palomar              | NEAT             |
| 115927 -           | 2003 WQ17              | 18 de novembre, 2003 | Palomar              | NEAT             |
| 115928 -           | 2003 WB19              | 19 de novembre, 2003 | Socorro              | LINEAR           |
| 115929 -           | 2003 WU20              | 19 de novembre, 2003 | Socorro              | LINEAR           |
| 115930 -           | 2003 WH22              | 19 de novembre, 2003 | Palomar              | NEAT             |
| 115931 -           | 2003 WJ22              | 19 de novembre, 2003 | Socorro              | LINEAR           |
| 115932 -           | 2003 WF23              | 18 de novembre, 2003 | Kitt Peak            | Spacewatch       |
| 115933 -           | 2003 WP23              | 18 de novembre, 2003 | Kitt Peak            | Spacewatch       |
| 115934 -           | 2003 WJ24              | 19 de novembre, 2003 | Kitt Peak            | Spacewatch       |
| 115935 -           | 2003 WF25              | 18 de novembre, 2003 | Kitt Peak            | Spacewatch       |
| 115936 -           | 2003 WF26              | 18 de novembre, 2003 | Goodricke-Pigott     | Goodricke-Pigott |
| 115937 -           | 2003 WG26              | 18 de novembre, 2003 | Goodricke-Pigott     | R. A. Tucker     |
| 115938 -           | 2003 WV28              | 18 de novembre, 2003 | Kitt Peak            | Spacewatch       |
| 115939 -           | 2003 WC29              | 18 de novembre, 2003 | Palomar              | NEAT             |
| 115940 -           | 2003 WD29              | 18 de novembre, 2003 | Kitt Peak            | Spacewatch       |
| 115941 -           | 2003 WE29              | 18 de novembre, 2003 | Kitt Peak            | Spacewatch       |
| 115942 -           | 2003 WR29              | 18 de novembre, 2003 | Kitt Peak            | Spacewatch       |
| 115943 -           | 2003 WC30              | 18 de novembre, 2003 | Kitt Peak            | Spacewatch       |
| 115944 -           | 2003 WD30              | 18 de novembre, 2003 | Kitt Peak            | Spacewatch       |
| 115945 -           | 2003 WE30              | 18 de novembre, 2003 | Kitt Peak            | Spacewatch       |
| 115946 -           | 2003 WU30              | 18 de novembre, 2003 | Kitt Peak            | Spacewatch       |
| 115947 -           | 2003 WJ32              | 18 de novembre, 2003 | Kitt Peak            | Spacewatch       |
| 115948 -           | 2003 WQ32              | 18 de novembre, 2003 | Kitt Peak            | Spacewatch       |
| 115949 -           | 2003 WL33              | 18 de novembre, 2003 | Kitt Peak            | Spacewatch       |
| 115950 Kocherpeter | 2003 WT33              | 18 de novembre, 2003 | Vicques              | Vicques          |
| 115951 -           | 2003 WD34              | 19 de novembre, 2003 | Kitt Peak            | Spacewatch       |
| 115952 -           | 2003 WG34              | 19 de novembre, 2003 | Kitt Peak            | Spacewatch       |
| 115953 -           | 2003 WJ35              | 19 de novembre, 2003 | Socorro              | LINEAR           |
| 115954 -           | 2003 WD40              | 19 de novembre, 2003 | Kitt Peak            | Spacewatch       |
| 115955 -           | 2003 WJ40              | 19 de novembre, 2003 | Kitt Peak            | Spacewatch       |
| 115956 -           | 2003 WK40              | 19 de novembre, 2003 | Kitt Peak            | Spacewatch       |
| 115957 -           | 2003 WS40              | 19 de novembre, 2003 | Kitt Peak            | Spacewatch       |
| 115958 -           | 2003 WD41              | 19 de novembre, 2003 | Kitt Peak            | Spacewatch       |
| 115959 -           | 2003 WJ41              | 19 de novembre, 2003 | Kitt Peak            | Spacewatch       |
| 115960 -           | 2003 WK41              | 19 de novembre, 2003 | Kitt Peak            | Spacewatch       |
| 115961 -           | 2003 WM41              | 19 de novembre, 2003 | Kitt Peak            | Spacewatch       |
| 115962 -           | 2003 WN41              | 19 de novembre, 2003 | Kitt Peak            | Spacewatch       |
| 115963 -           | 2003 WO41              | 19 de novembre, 2003 | Kitt Peak            | Spacewatch       |
| 115964 -           | 2003 WH42              | 21 de novembre, 2003 | Socorro              | LINEAR           |
| 115965 -           | 2003 WY43              | 19 de novembre, 2003 | Palomar              | NEAT             |
| 115966 -           | 2003 WH44              | 19 de novembre, 2003 | Palomar              | NEAT             |
| 115967 -           | 2003 WQ44              | 19 de novembre, 2003 | Palomar              | NEAT             |
| 115968 -           | 2003 WT44              | 19 de novembre, 2003 | Palomar              | NEAT             |
| 115969 -           | 2003 WA45              | 19 de novembre, 2003 | Palomar              | NEAT             |
| 115970 -           | 2003 WQ45              | 19 de novembre, 2003 | Palomar              | NEAT             |
| 115971 -           | 2003 WR45              | 19 de novembre, 2003 | Palomar              | NEAT             |
| 115972 -           | 2003 WK46              | 18 de novembre, 2003 | Palomar              | NEAT             |
| 115973 -           | 2003 WM49              | 19 de novembre, 2003 | Socorro              | LINEAR           |
| 115974 -           | 2003 WS54              | 20 de novembre, 2003 | Socorro              | LINEAR           |
| 115975 -           | 2003 WJ55              | 20 de novembre, 2003 | Socorro              | LINEAR           |
| 115976 -           | 2003 WQ55              | 20 de novembre, 2003 | Socorro              | LINEAR           |
| 115977 -           | 2003 WC56              | 20 de novembre, 2003 | Socorro              | LINEAR           |
| 115978 -           | 2003 WQ56              | 21 de novembre, 2003 | Socorro              | LINEAR           |
| 115979 -           | 2003 WX56              | 18 de novembre, 2003 | Kitt Peak            | Spacewatch       |
| 115980 -           | 2003 WH58              | 18 de novembre, 2003 | Kitt Peak            | Spacewatch       |
| 115981 -           | 2003 WT58              | 18 de novembre, 2003 | Kitt Peak            | Spacewatch       |
| 115982 -           | 2003 WE59              | 18 de novembre, 2003 | Kitt Peak            | Spacewatch       |
| 115983 -           | 2003 WJ59              | 18 de novembre, 2003 | Kitt Peak            | Spacewatch       |
| 115984 -           | 2003 WZ60              | 19 de novembre, 2003 | Kitt Peak            | Spacewatch       |
| 115985 -           | 2003 WE61              | 19 de novembre, 2003 | Kitt Peak            | Spacewatch       |
| 115986 -           | 2003 WT61              | 19 de novembre, 2003 | Kitt Peak            | Spacewatch       |
| 115987 -           | 2003 WA62              | 19 de novembre, 2003 | Kitt Peak            | Spacewatch       |
| 115988 -           | 2003 WQ62              | 19 de novembre, 2003 | Kitt Peak            | Spacewatch       |
| 115989 -           | 2003 WD63              | 19 de novembre, 2003 | Kitt Peak            | Spacewatch       |
| 115990 -           | 2003 WF64              | 19 de novembre, 2003 | Kitt Peak            | Spacewatch       |
| 115991 -           | 2003 WH64              | 19 de novembre, 2003 | Kitt Peak            | Spacewatch       |
| 115992 -           | 2003 WV65              | 19 de novembre, 2003 | Kitt Peak            | Spacewatch       |
| 115993 -           | 2003 WF67              | 19 de novembre, 2003 | Kitt Peak            | Spacewatch       |
| 115994 -           | 2003 WP68              | 19 de novembre, 2003 | Kitt Peak            | Spacewatch       |
| 115995 -           | 2003 WT69              | 19 de novembre, 2003 | Kitt Peak            | Spacewatch       |
| 115996 -           | 2003 WZ70              | 20 de novembre, 2003 | Palomar              | NEAT             |
| 115997 -           | 2003 WP72              | 20 de novembre, 2003 | Socorro              | LINEAR           |
| 115998 -           | 2003 WS72              | 20 de novembre, 2003 | Socorro              | LINEAR           |
| 115999 -           | 2003 WD73              | 20 de novembre, 2003 | Socorro              | LINEAR           |
| 116000 -           | 2003 WK73              | 20 de novembre, 2003 | Socorro              | LINEAR           |